# Lubricogobius
Lubricogobius es un género de peces de la familia Gobiidae, del orden Perciformes. Este género marino fue descrito científicamente en 1915 por Shigeho Tanaka.

## Especies
Especies reconocidas del género:
- Lubricogobius dinah J. E. Randall & Senou, 2001
- Lubricogobius exiguus S. Tanaka (I), 1915
- Lubricogobius nanus G. R. Allen, 2015[2]
- Lubricogobius ornatus Fourmanoir, 1966
- Lubricogobius tre Prokófiev, 2009
- Lubricogobius tunicatus G. R. Allen & Erdmann, 2016[3]